# أندرو نورمان (لاعب سنوكر)
أندرو نورمان (بالإنجليزية: Andrew Norman)‏ هو لاعب سنوكر بريطاني، ولد في 27 يونيو 1980 في برستل في المملكة المتحدة.

## روابط خارجية
- أندرو نورمان على موقع CueTracker.net (الإنجليزية)